# Oostenrijkse Burgeroorlog
De Oostenrijkse Burgeroorlog ook wel bekend als de Februariopstand is de term die wordt gebruikt voor de schermutselingen tussen de socialisten en de conservatief-fascisten in Oostenrijk tussen 12 februari en 16 februari 1934. De gevechten begonnen in Linz en sloegen daarna over naar Wenen, Graz, Bruck an der Mur, Judenburg, Wiener Neustadt en Steyr, maar ook naar enkele industriële steden in het midden en oosten van Oostenrijk. Enkele honderden mensen kwamen om het leven.

## Voorgeschiedenis
Nadat het keizerrijk Oostenrijk-Hongarije uiteen was gevallen ten gevolge van de Eerste Wereldoorlog, bleef er van Oostenrijk enkel nog het vroegere Duitstalige gedeelte over. Het voormalige keizerrijk werd nu een parlementaire democratie. De politiek in het land werd gedomineerd door twee partijen: de socialisten (SDAPÖ) en de conservatieven (CS). De socialisten kregen de steun van de werkende klasse uit de grote steden terwijl de conservatieven het moesten hebben van de hogere klasse en de mensen uit de landelijke gebieden. De conservatieven hadden ook goede banden met de Rooms-Katholieke Kerk en hadden ook enkele hooggeplaatste leden van de clerus in hun rangen.
Beide partijen hadden ook een eigen paramilitaire beweging: de Heimwehr van de conservatieven en de Republikanischer Schutzbund van de socialisten. Geregeld kwam het tot een botsing tussen de twee.
Het eerste incident vond begin 1927 plaats, toen leden van de Frontkämpfervereinigung (geassocieerd met de conservatieven) een achtjarig jongetje en een oorlogsveteraan neerschoten terwijl ze meeliepen in een Schutzbunddemonstratie in Schattendorf, in Burgenland. Na het proces in juli van dat jaar werden drie verdachten vrijgesproken, wat heel wat commotie veroorzaakte in het andere kamp.
Op 15 juli 1927 vond er een algemene staking plaats en waren er veel demonstraties in de hoofdstad. Het Paleis van Justitie werd bestormd en in brand gestoken. Toen ook politiebureaus bestormd werden, schoten de veiligheidsagenten op de demonstranten. Daarbij kwamen in totaal 89 mensen om (85 demonstranten en 4 agenten). Er vielen ook meer dan duizend gewonden. Vreemd genoeg hield het geweld hierna op.
De Grote Depressie had ook effect op Oostenrijk en er was een hoge werkloosheid en inflatie. Nadat Hitler aan de macht was gekomen in Duitsland, wilden nazisympathisanten dat Oostenrijk en Duitsland verenigd zouden worden en bedreigden de politiek van binnenuit.

## Het conflict
In 1933 verbood de conservatief en austrofascist Engelbert Dollfuss alle andere politieke partijen. Hij wilde zich niet bij nazi-Duitsland aansluiten en zocht steun in Italië. De Schutzbund werd opgeheven en veel leden belandden in de gevangenis.
Op 12 februari 1934 zochten gewapende troepen in de stad Linz naar de paramilitaire beweging van de SDAPÖ, die verboden was maar nog steeds bestond. Er ontstonden schermutselingen die escaleerden naar andere steden, voornamelijk Wenen. Er werd ook gevochten in Steyr, Sankt Pölten, Weiz, Eggenberg bei Graz, Kapfenberg, Bruck an der Mur, Graz, Ebensee en Wörgl.
Een keerpunt was de interventie van het Oostenrijkse leger. Nadat de socialisten onder vuur genomen waren door de lichte artillerie van het leger, gaven ze zich al snel over. De gevechten in Wenen en Opper-Oostenrijk stopten op 13 februari. Het geweld bleef echter verder woeden in Stiermarkse steden Bruck an der Mur en Judenburg tot 14 en 15 februari. Daarna waren er nog maar enkele kleine groepjes socialisten die tegen de militairen vochten of van hun wegvluchtten. Op 16 februari 1934 was de Oostenrijkse Burgeroorlog beëindigd.